# Сера ди Пиро Параголо (Козенца)
Сера ди Пиро Параголо је насеље у Италији у округу Козенца, региону Калабрија.
Према процени из 2011. у насељу је живело 211 становника. Насеље се налази на надморској висини од 857 м.